# Meindert DeJong
Meindert DeJong (Wierum, 4 marzo 1906 – 16 luglio 1991) è stato uno scrittore statunitense, nato nei Paesi Bassi.
Autore di letteratura per ragazzi, ha vinto il Premio Hans Christian Andersen nel 1962. Diversi suoi lavori erano illustrati da Maurice Sendak.